# Rajmund
A Rajmund germán eredetű férfinév, jelentése: isteni tanács, döntés + védelem. Női párja: Rajmunda.

## Rokon nevek
- Rajmond:[1] a Rajmund angol és francia alakváltozata.[2]
- Ramón:[1] a Rajmund spanyol változata.[3]

## Gyakorisága
Az 1990-es években a Rajmund ritka, a Ramón igen ritka, a Rajmond szórványos név volt, a 2000-es években nem szerepelnek a 100 leggyakoribb férfinév között, kivéve a Rajmundot, ami 2003-ban, 2005–2006-ban és 2009-ben a 89., 98., 90., 94. helyen állt.

## Névnapok
Rajmund, Rajmond
- január 7.[2]
- január 23.[2]
- július 4.[2]
- augusztus 31.[2]

Ramón
- július 4.[3]

## Híres Rajmundok, Rajmondok és Ramónok
- Badó Rajmund olimpiai ezüstérmes, Európa-bajnok birkózó
- Fodor Rajmund olimpiai bajnok vízilabdázó
- Raimondo Montecuccoli olasz-osztrák császári hadvezér
- Ramón Barreto uruguayi nemzetközi labdarúgó-játékvezető
- Ramón Calderón ügyvéd
- Ramón Castroviejo szemsebész
- Ramon de Perellós katalán író
- Ramón Garbey kubai ökölvívó
- Ramón Mercader, Trockij gyilkosa
- Ramon Muntaner katalán író
- Ramón Vargas operaénekes, tenor
- IV. Rajmund toulouse-i gróf, az I. keresztes hadjárat egyik vezéralakja
- Ramón Gabilondo korábbi spanyol labdarúgó